# Liste der Superintendenten und Generalsuperintendenten in Hildburghausen
Diese Liste verzeichnet die Personen, die seit der Reformation in Hildburghausen als Superintendenten bzw. Generalsuperintendenten amtiert haben.

## Einführung
In der zum ernestinischen Kurfürstentum Sachsen gehörenden Stadt Hildburghausen wurde schon in den 1520er Jahren die Reformation durchgeführt. Im Zuge des landesherrlichen Kirchenregiments wurden Superintendenten eingesetzt, die auf regionaler Ebene die Aufsicht über das Kirchen- und Schulwesen führten. Hildburghausen unterstand anfangs der Superintendentur Eisfeld. Erst 1646, während der Zugehörigkeit zum Fürstentum Sachsen-Coburg, wurde für Hildburghausen und sein Umland eine eigene Superintendentur eingerichtet. Das Amt war mit dem Pfarramt an der Laurentiuskirche (bzw. der sie ab 1785 als evangelische Stadtkirche ersetzenden Christuskirche) verbunden. Das Aufsichtsgebiet wurde als Diöcese oder Ephorie bezeichnet; erst im 20. Jahrhundert setzte sich die Bezeichnung Kirchenkreis durch.
Nachdem Hildburghausen 1684 Residenzstadt des Herzogtums Sachsen-Hildburghausen geworden war, wurden die Superintendenten zu Generalsuperintendenten, da sie nun auch die Aufsicht über die weiteren Superintendenten im Herzogtum hatten. Mit der Eingliederung des Herzogtums in das Herzogtum Sachsen-Meiningen 1826 wurden sie wieder zu Superintendenten herabgestuft. Der erste gemeinsame Generalsuperintendent des vereinigten Herzogtums, Ludwig Nonne, residierte jedoch ebenfalls in Hildburghausen, das von 1829 bis 1848 auch der Sitz des Landeskonsistoriums war.
Bei der Gründung der Thüringer Evangelischen Kirche nach dem Ersten Weltkrieg blieb Hildburghausen Sitz eines Kirchenkreises. Das Amt des Superintendenten (bzw. Oberpfarrers zwischen 1920 und 1944) war nun nicht mehr notwendigerweise mit dem Pfarramt der Stadtkirche verbunden. 1996 wurde der Kirchenkreis Hildburghausen mit dem Kirchenkreis Eisfeld zum Kirchenkreis Hildburghausen-Eisfeld (anfangs Kirchenkreis Eisfeld-Hildburghausen) vereinigt, der seinen Sitz weiterhin in Hildburghausen hat. Er gehört von 2009 bis zu dessen Auflösung zum Propstsprengel Meiningen-Suhl der Evangelischen Kirche in Mitteldeutschland; seit 2022 gehört er zum Bischofssprengel Erfurt.

## Superintendenten
- 1646: Melchior Weigler (ca. 1589–1646; schon ab 1633 Pfarrer an der Laurentiuskirche)[1]
- 1647–1667: Johannes Elfflein (1605–1667)[2]
- 1668–1677: Johann Sebastian Güth (1628–1677)[3]
- 1678–1691: Johann Reinhard (1645–1691)[4]
- 1691–1697: Johann Valentin Kleinschmidt (1643–1697)[5]
- 1698–1711: Johann Heinrich Thamer (1639–1719)[6]

## Generalsuperintendenten
- 1711–1719: Johann Heinrich Thamer
- 1719–1721: Amandus Gotthold Fehmel (1688–1721)[7]
- 1723–1732: Johann Wilhelm Hecker (1668–1743)[8]
- 1732–1746: Johann Christoph Hommel (1685–1746)[9]
- 1751–1756: Siegmund Basch (1700–1771)[10]
- 1759–1776: Philipp Ernst Kern
- 1776–1819: Vakanz, nur Vikare ernannt
- 1819–1831: Johann Andreas Genßler (schon ab 1790 Vikar)
- 1833–1854: Ludwig Nonne

## Superintendenten
- 1831–1844: Friedrich Gendner, Zweiter Pfarrer an der Laurentiuskirche und Superintendent der Landdiözese (1788–1862)[11]
- 1844–1858: Carl Gottlieb Hermann (1793–1858)[12]
- 1858–1876: Ernst Balthasar Wölfing (1806–1876)[13]
- 1877–1885: Friedrich Geldner († 1890)
- 1885–1901: Albert Sauerteig
- 1901–1920: Rudolf Armin Human (1843–1923)[14]
- 1920–1928: Karl Michael (1867–1938)[15]
- 1928–1945: Otto Hoffmann (1881–1941)[16]
- 1946–?: Ernst Köhler (1899–1970)[17]
- 1950–1969: Rudolf Karl Ludwig Schumann
- 1970–1984: Hans-Dietrich Bettmann
- 1985–2005: Hanspeter Wulff-Woesten
- 2005–2013: Michael Kühne
- 2014–2021: E. F. Johannes Haak
- seit 2021: Hartwig Dede (amtierend)